# Globomedia
Globomedia è una società di produzione televisiva spagnola, che produce fiction televisive, programmi televisivi, inoltre si occupa anche di musica e cinema.

## Fiction prodotte
- Luna, el misterio de Calenda (2011, Antena 3)
- El corazón del océano (2011, Antena 3)
- Punta Escarlata (2011, Telecinco)
- BuenAgente (2011, laSexta)
- El Barco (2011, Antena 3)
- Águila roja (2009, La 1)
- La tira (2008, laSexta)
- LEX (2008, Antena 3)
- Gominolas (2007, Cuatro)
- El internado (2007- 2010, Antena 3)
- Cuenta Atrás (2007, Cuatro)
- SMS, Sin miedo a soñar (2006, laSexta)
- Supervillanos (2006) - Trasmissione su dispositivi mobili (Solo su Amena)
- Fuera de control (2006, La 1)
- Los hombres de Paco (Tutti per Bruno) (2005-2010, Antena 3)
- Mi querido Klikowsky (2005, ETB 2)
- Aída (2005, Telecinco)
- Mis adorables vecinos (2004, Antena 3)
- Casi perfectos (2004-2005, Antena 3)
- Tres son multitud (2003, Telecinco)
- Martin (2003, ETB 1)
- Los Serrano (I Cesaroni) (2003-2008, Telecinco)
- Javier ya no vive solo (2002, Telecinco)
- Un Paso Adelante (2001-2005, Antena 3)
- Ciudad sur (2001, Antena 3)
- El grupo (2000-2001, Telecinco)
- Policías, en el corazón de la calle (2000-2004, Antena 3)
- 7 vidas (7 vite) (1999-2006, Telecinco)
- Compañeros (1998-2002, Antena 3)
- Periodistas (1998-2001, Telecinco)
- Menudo es mi padre (1996-1999, Antena 3)
- La otra familia (1996, Telemadrid)
- Médico de familia (Un medico in famiglia) (1995-1999, Telecinco)

### Programmi televisivi
- Zapeando (2013-¿?) LaSexta
- El Club de la Comedia (2011, laSexta)
- Algo pasa con Marta (2010, laSexta)
- El club del Chiste (2010, Antena 3)
- Saturday Night Live (2009, Cuatro)
- Estas no son las noticias (2008, Cuatro)
- ¿Sabes más que un niño de primaria? (2007, Antena 3)
- El Show de Candi-dos (2006, laSexta)
- El Show de Cándido (2006, laSexta)
- Habitación 623 (2006, laSexta)
- No sabe no contesta (2006, laSexta)
- El video del millón de euros (2006, laSexta)
- El club de Flo (2006-2007, laSexta)
- Sé lo que hicisteis... (2006–2011, laSexta)
- El intermedio (2006, laSexta)
- Los irrepetibles (2006-2007, laSexta)
- Brigada policial (2006, laSexta)
- Noche Hache (2005-2008, Cuatro)
- Estoy por ti (2005-2006, Antena 3)
- Splunge (2005, TVE)
- Nuestra mejor canción (2004, TVE)
- 59 segundos (2004, TVE)
- La Isla de los Famosos (2000-2003, Antena 3)
- El Show de Flo (2002-2003, TVE)
- Grandiosas (2002, Telecinco)
- El informal (1998-2002, Telecinco)
- El club de la comedia (1999-2004, Canal+, Antena 3, TVE, Telecinco)
- La Isla de la tortuga (1998)
- ¡Qué me dices! (1995-1998, Telecinco)
- El Gran Juego de la Oca (1993-1995, Telecinco)